# Ercea, Mureș

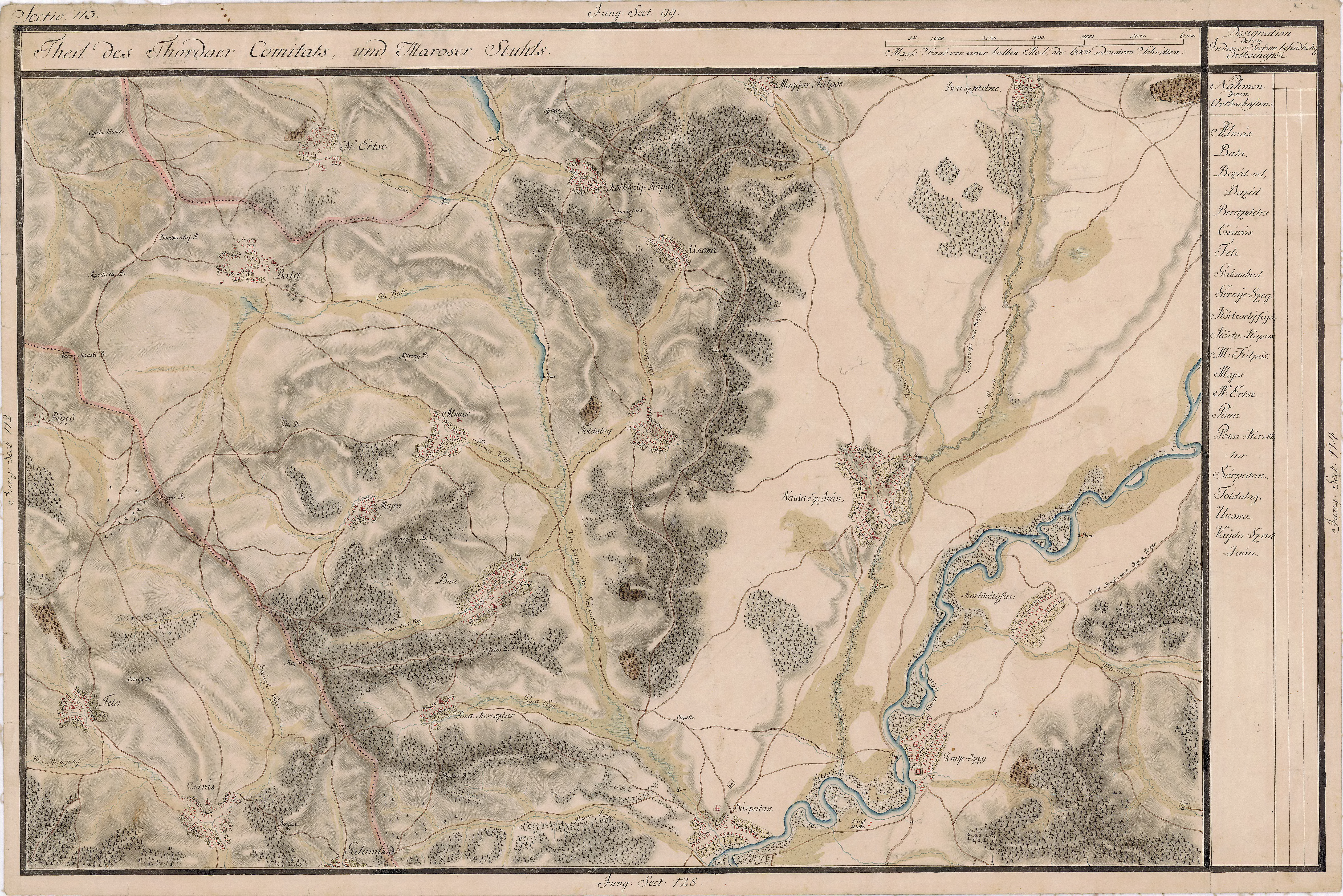
Ercea în Harta Iosefină a Transilvaniei, 1769-1773

Ercea este un sat în comuna Băla din județul Mureș, Transilvania, România.

## Istoric
Este atestată pentru prima dată în anul 1439, în legătură cu răscoala de la Bobâlna.

## Monumente
- Biserica reformată din Ercea

## Imagini

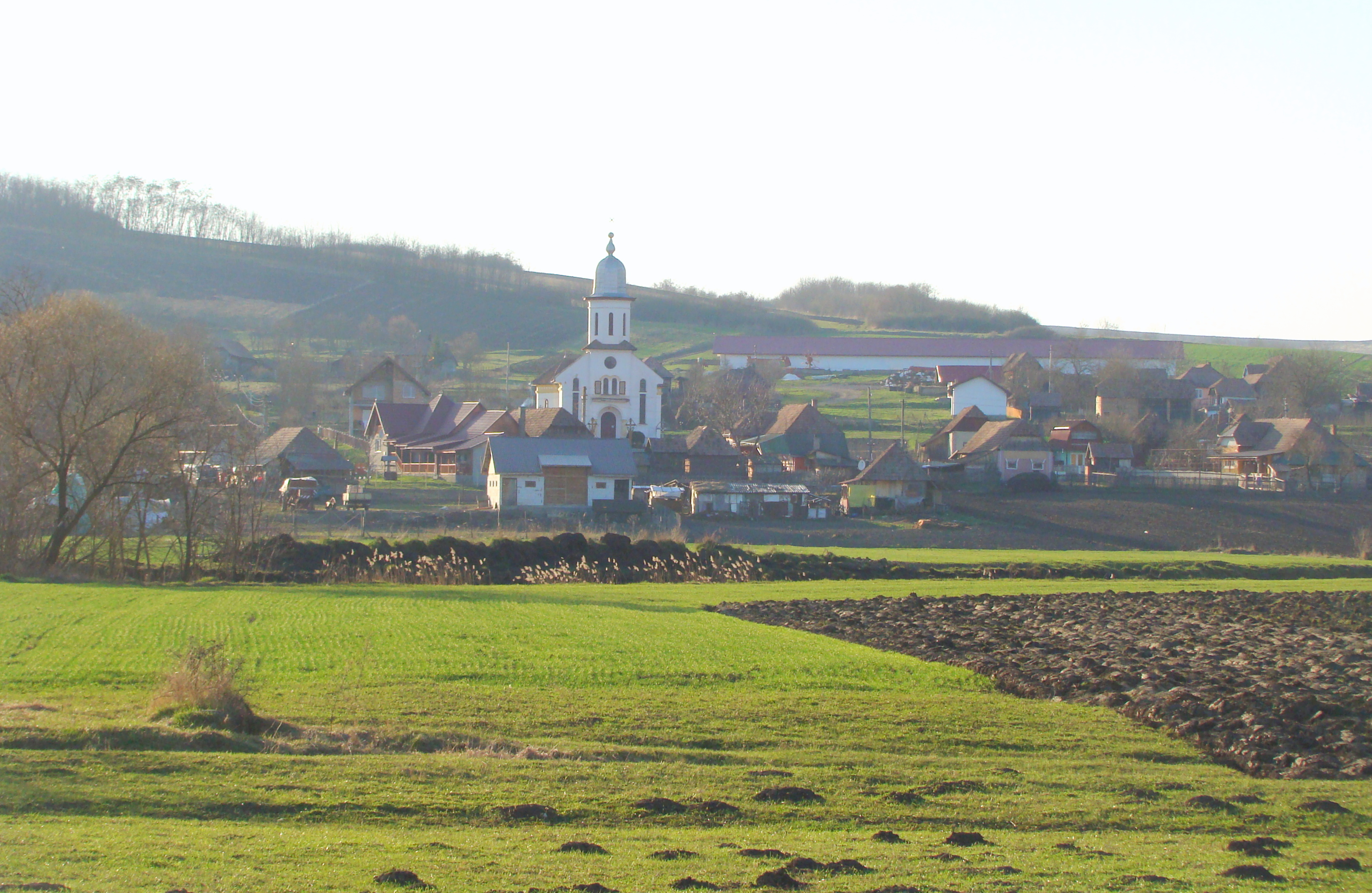
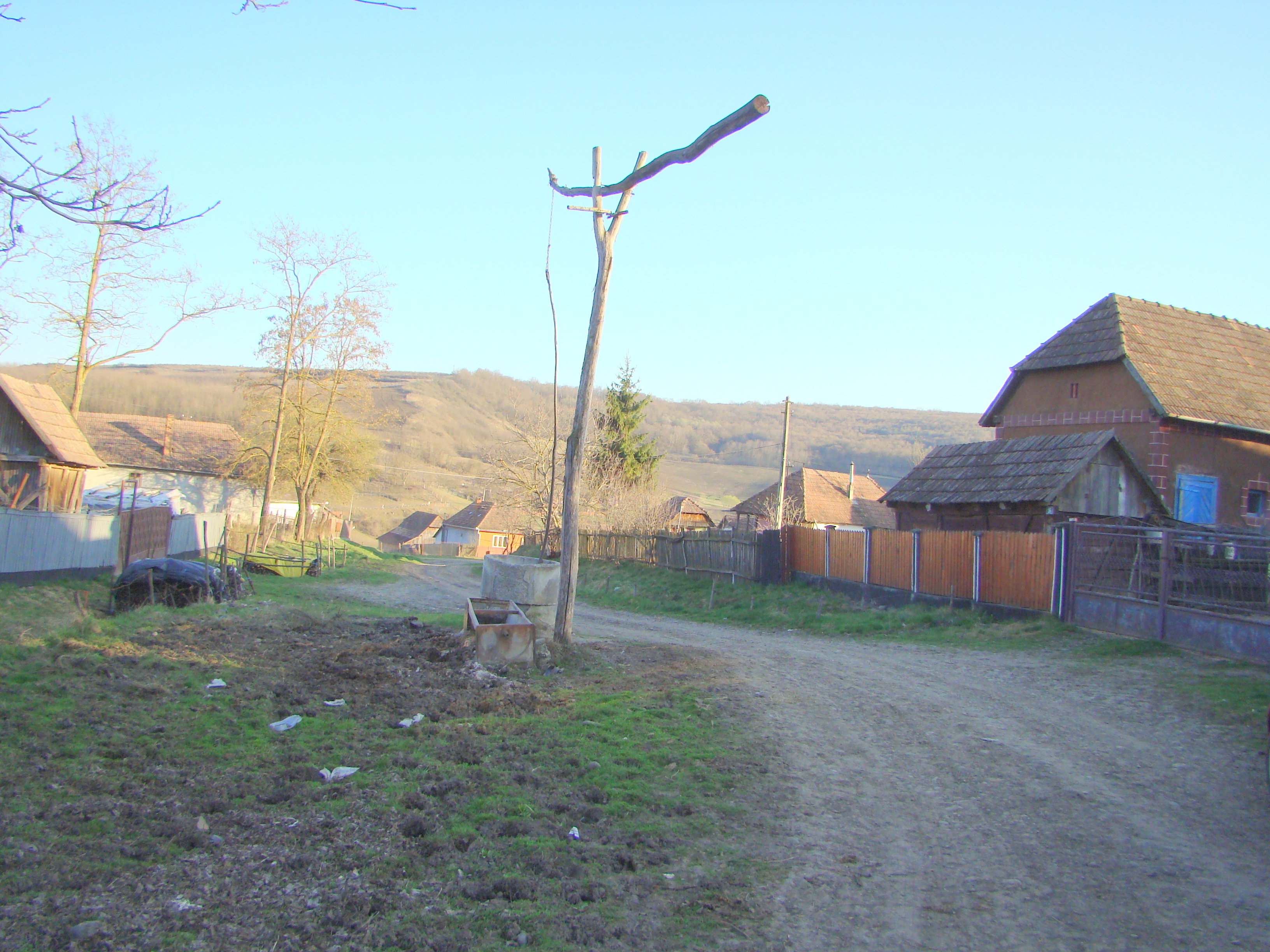
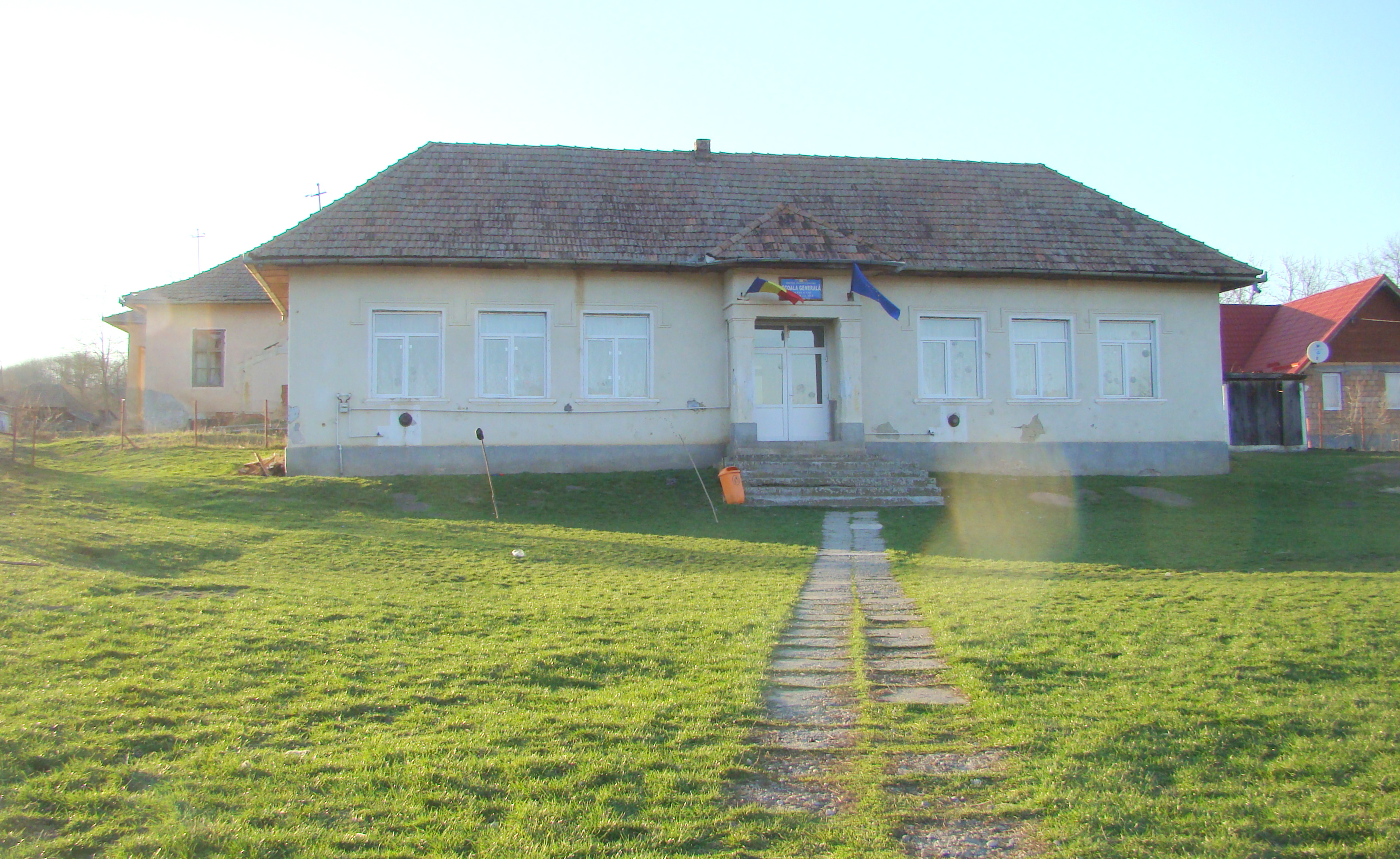
Școala
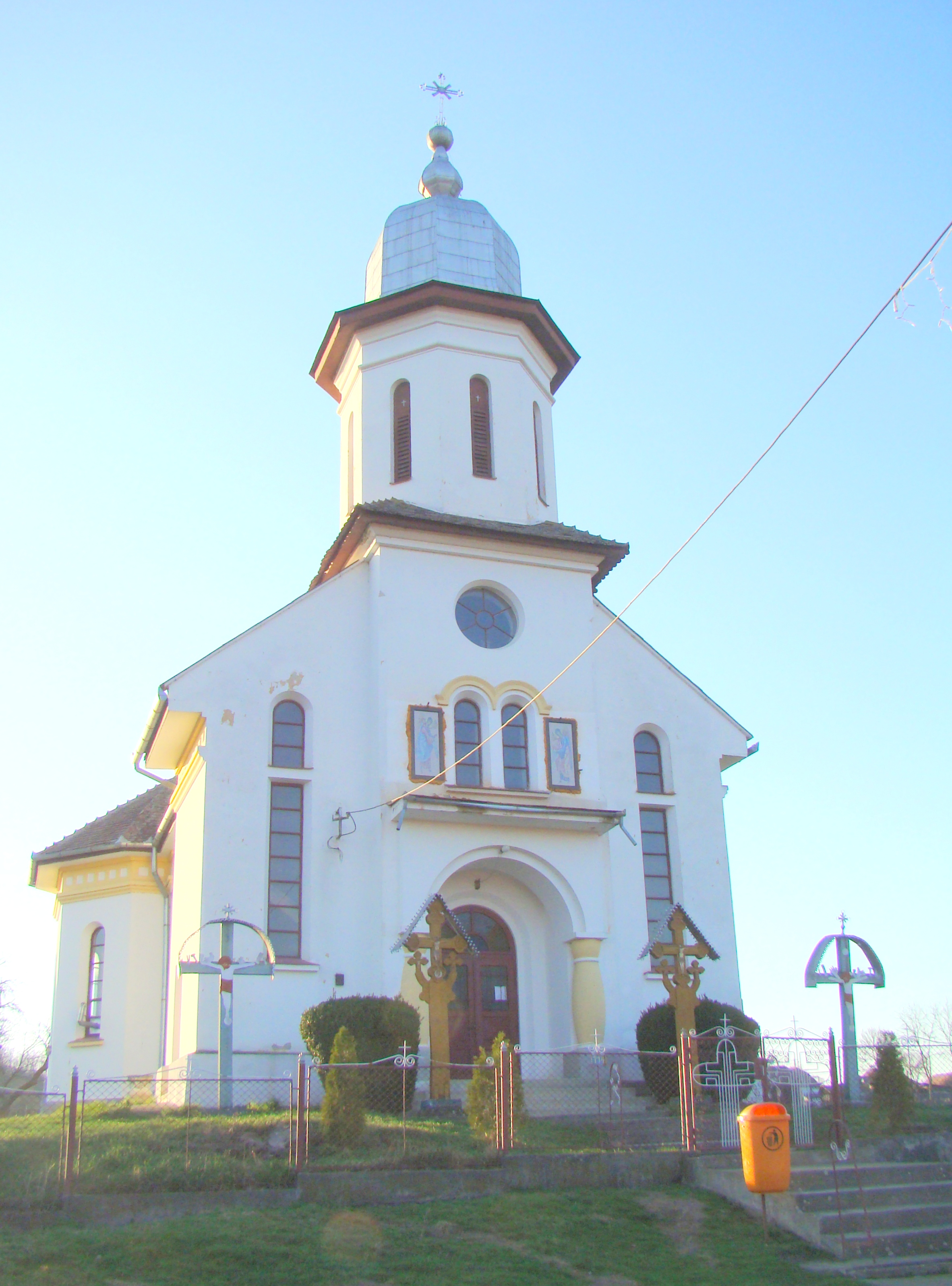
Biserica ortodoxă
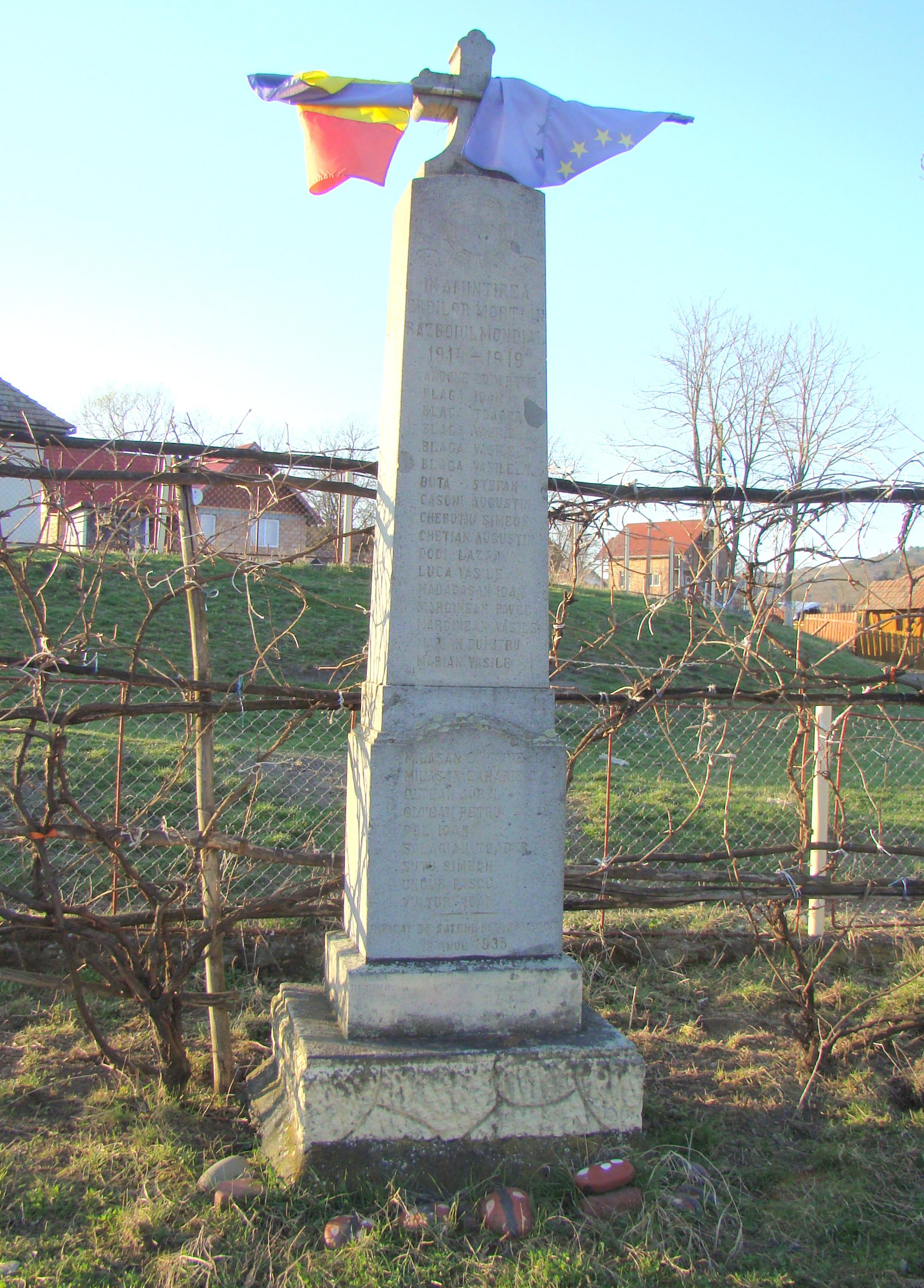
Monumentul eroilor
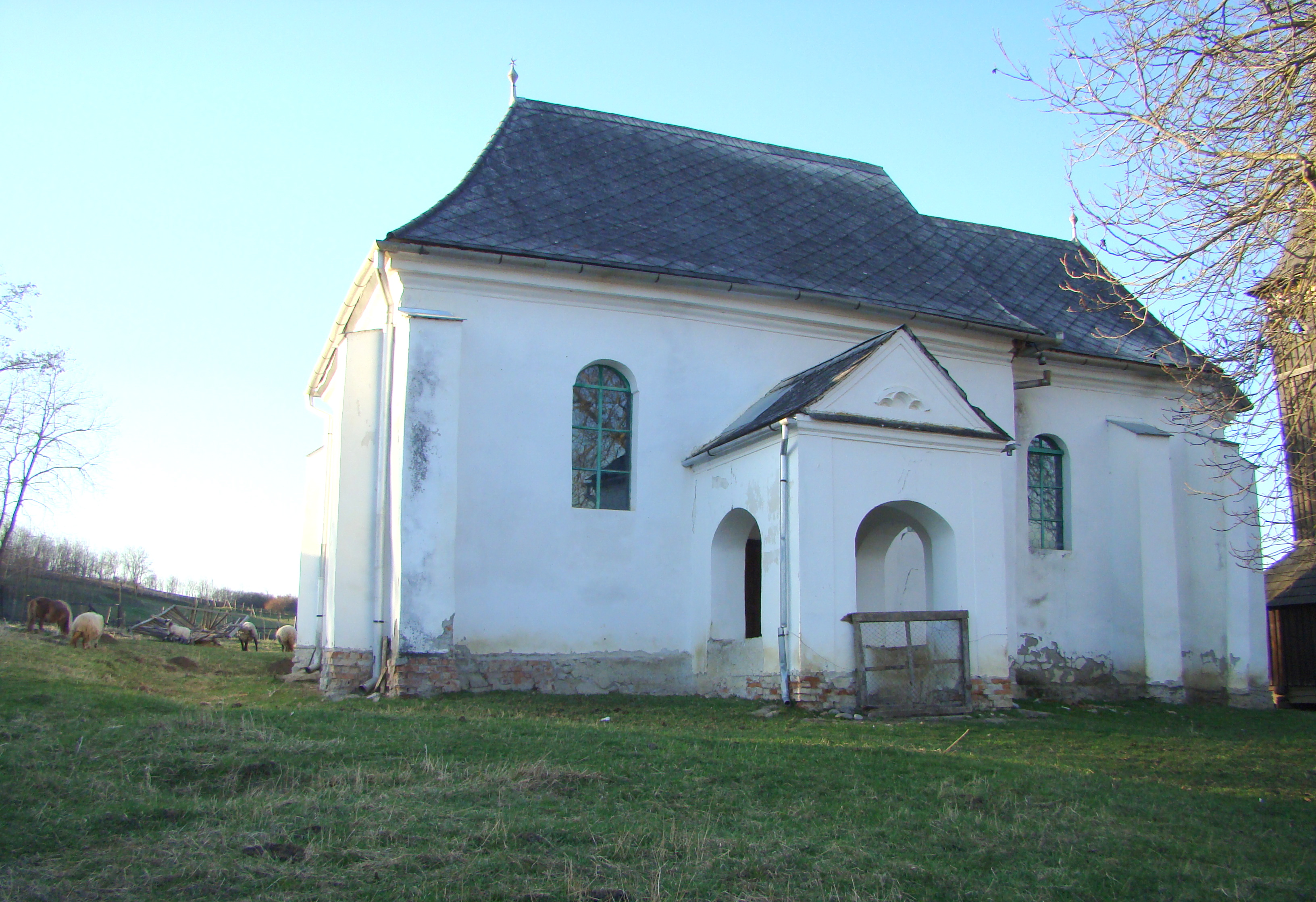
Biserica reformată (monument istoric)
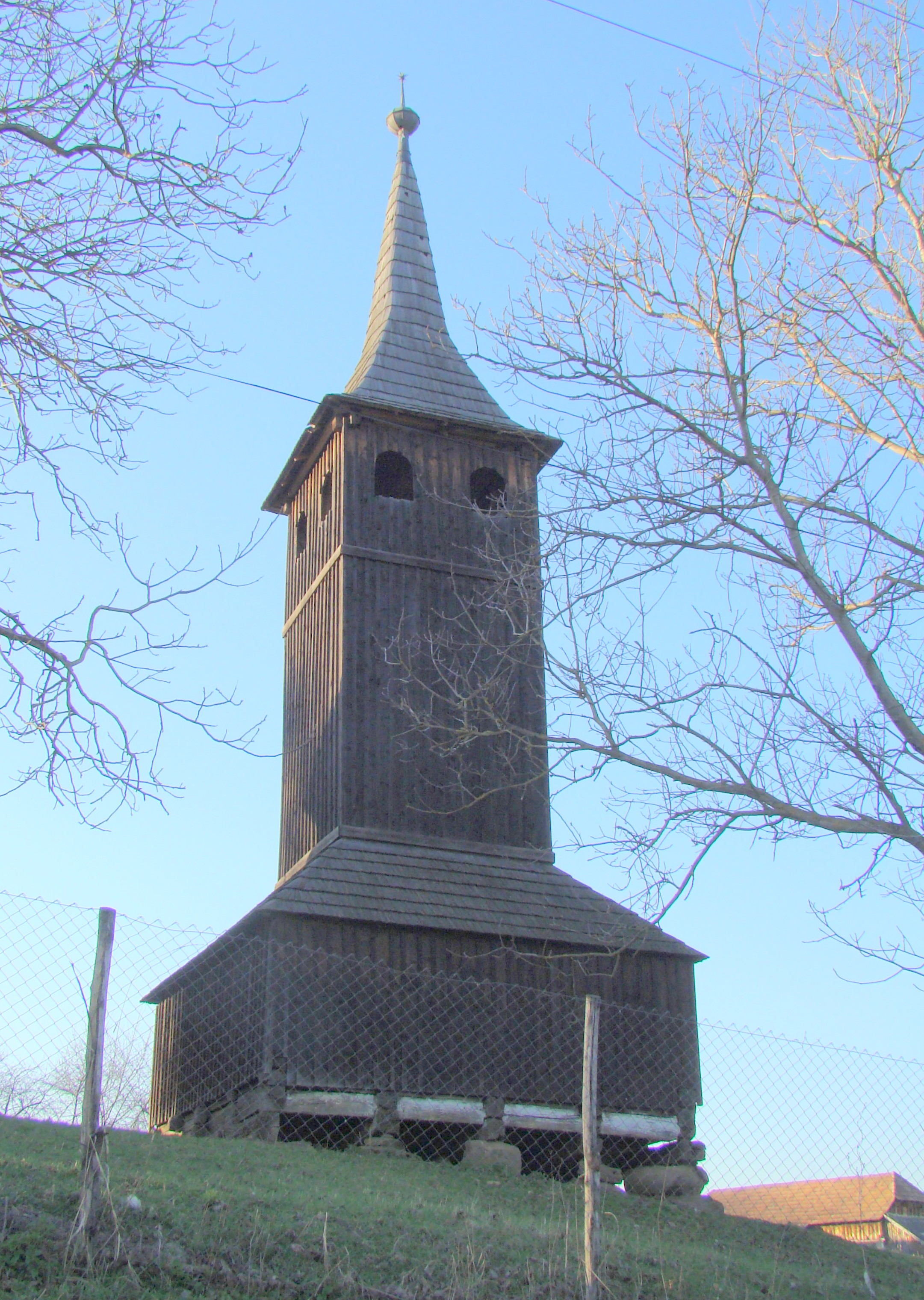
Turnul-clopotniță al bisericii reformate (monument istoric)